# Rijksbeschermd gezicht Vlaardingen
Gezicht Vlaardingen is een van rijkswege beschermd stadsgezicht in Vlaardingen in de Nederlandse provincie Zuid-Holland. De procedure voor aanwijzing werd gestart op 27 maart 2009. Het gebied werd op 14 februari 2013 definitief aangewezen. Het beschermd gezicht beslaat een oppervlakte van 141,1 hectare.
Panden die binnen een beschermd gezicht vallen krijgen niet automatisch de status van beschermd monument. Wel zal de gemeente het bestemmingsplan aanpassen om nieuwe ontwikkelingen in het gebied te reguleren. De gezichtsbescherming richt zich op de stedenbouwkundige en cultuurhistorische waardering van een gebied en wil het toekomstig functioneren daarvan veiligstellen.